# 乞台萨理
乞台萨理，蒙古帝国人物，畏兀儿人，阿鲁浑萨理的父亲。
乞台薩理承襲祖先之業，精通佛学之經、律、論，时称“万全”。至元十二年（1275年）为佛教都总统、拜正議大夫、同知总制院事，加资德大夫、统制使。七十岁时去世。

## 家系
- 祖父：乞赤也奴亦納里
  - 父：阿台萨理
    - 乞台萨理
      - 子：畏吾儿薩理，資德大夫、中書右丞、行泉府太卿
      - 子：阿鲁浑萨理
        - 孙：岳柱
          - 曾孙：普達
          - 曾孙：答里麻
          - 曾孙：安僧
          - 曾孙：仁寿

        - 孙：久著
        - 孙：異住

      - 子：島瓦赤薩理